# Psychotria prismoclavata
Psychotria prismoclavata är en måreväxtart som först beskrevs av Francis Raymond Fosberg, och fick sitt nu gällande namn av Albert Charles Smith. Psychotria prismoclavata ingår i släktet Psychotria och familjen måreväxter. Inga underarter finns listade i Catalogue of Life.